# Der Marner

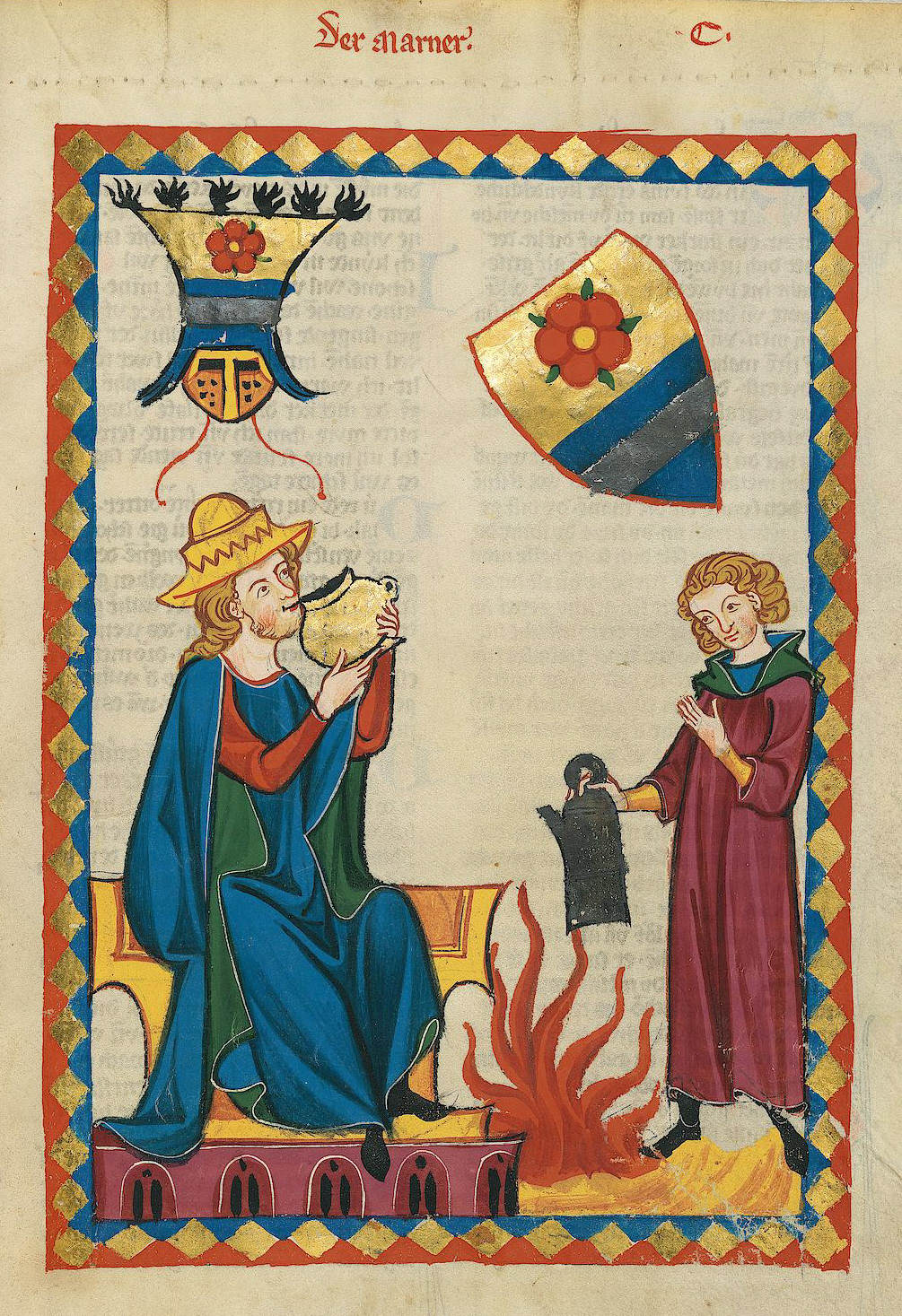
Der Marner (Abbildung aus dem Codex Manesse)

Der Marner war ein in Schwaben geborener Wanderdichter und Sänger des 13. Jahrhunderts, der in seinen Texten eine solide Schulbildung erkennen lässt. Laut Rumelant von Sachsen erblindete er im Alter und wurde vor 1287, wahrscheinlich während des Interregnums, ermordet. Er verfasste Minnelieder, später auch gnomische Dichtungen. Auch fünf lateinische Dichtungen hat er hinterlassen. Seine Dichtung bearbeitete dabei ein weites Spektrum neben der Minne: Lebensweisheiten, theologische und politische Betrachtungen (er war Parteigänger der Staufer), Rätsel und literarische Fehden, unter anderem mit Reinmar von Zweter.
Das mittelhochdeutsche Substantiv marner leitet sich von dem mittellateinischen Adjektiv marinarius (zu lat. mare, maris n. „Meer“) ab und bedeutet „Seemann“.
Die Vornamen Konrad, Ludwig oder Hans Ludwig sind eine spätere Hinzufügung durch den Meistersang des 15. und 16. Jahrhunderts, wo Marner zu den zwölf alten Meistern gezählt wurde. Der tatsächliche Name ist nicht überliefert.

## Werke
- Der Marner. Herausgegeben von Philipp Strauch. Photomechanischer Nachdruck der 1876 bei Trübner, Straßburg, erschienenen Ausgabe. de Gruyter, Berlin 1965.
- Der Marner. Lieder und Sangsprüche aus dem 13. Jahrhundert und ihr Weiterleben im Meistersang. hg., eingel., erl. und übers. von Eva Willms, de Gruyter, Berlin/New York 2008.